# 科米纳耶昂蒙塔涅
科米纳耶昂蒙塔涅（法語：Communailles-en-Montagne，法語發音：[kɔmynaj ɑ̃ mɔ̃taɲ]，意为“山上的科米纳耶”）是法国汝拉省的一个旧市镇，属于隆斯勒索涅区。2016年，科米纳耶昂蒙塔涅与市镇米尼奥维拉尔合并为新的米尼奥维拉尔。

## 地理
科米纳耶昂蒙塔涅（46°47'57"N, 6°5'53"E）面积4.01 平方千米，位于法国勃艮第-弗朗什-孔泰大區汝拉省，该省份为法国东部内陆省份，北起上索恩省，西北接科多尔省，西临索恩-卢瓦尔省，南至安省，东与杜省和瑞士接壤。
与科米纳耶昂蒙塔涅接壤的市镇（或旧市镇、城区）包括：桑索、比耶迪富尔、米尼奥维拉尔、莫尔普雷。

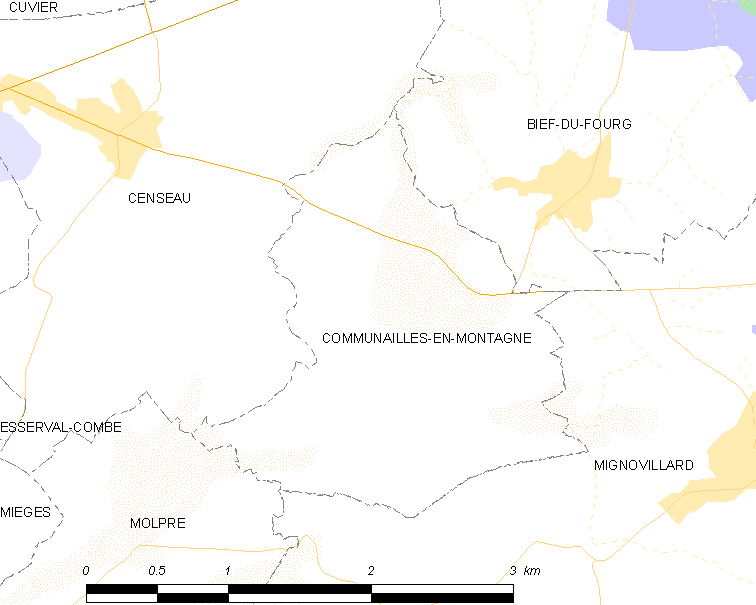
科米纳耶昂蒙塔涅的OSM定位图

科米纳耶昂蒙塔涅的时区为UTC+01:00、UTC+02:00（夏令时）。

## 行政
科米纳耶昂蒙塔涅的邮政编码为39250，INSEE市镇编码为39161。

## 政治
科米纳耶昂蒙塔涅所属的省级选区为圣洛朗昂格朗沃县。

## 人口

1962-2008年间科米纳耶昂蒙塔涅人口变化图示

科米纳耶昂蒙塔涅于2017年1月1日时的人口数量为54人。